# サツエキ Bridge
サツエキ Bridge（サツエキ ブリッジ）は、北海道札幌市北区にあった複合商業施設。JR北海道函館本線札幌駅の西口（高架下）に所在した。
本項では、当施設と隣接する商業施設「WEST6」（ウェスト6）についても併せて述べる。

## サツエキ Bridge

### 概要
札幌駅が高架駅化された後、この場所では元々、1995年（平成7年）に開業した「ヨドバシカメラ札幌店」が営業を行っていた。ヨドバシカメラが2000年（平成12年）隣接地に移転した後はベスト電器札幌駅西口店が入居していたが、同区北33条に所在するベスト電器B･B札幌本店との統合により2010年（平成22年）3月に閉店、それ以降空きテナント状態が続いていた。
その後、2011年（平成23年）5月28日に複合商業施設として当施設が開業。北海道旅客鉄道（JR北海道）関連子会社の北海道ジェイ･アール都市開発が運営を行っていた。
2022年6月30日限りで、北海道新幹線延伸に伴う高架橋工事のため閉館した。

### 沿革
- 2011年（平成23年）
  - 5月28日 - サツエキ Bridge開業。DEPOツクモ、サンマルクカフェ、札幌スポーツ館開店。
  - 6月17日 - サルヴァトーレ クオモ&バー、TSUTAYA、ダイソー開店[2]。
  - 7月 - 飲食店4店舗開店、サツエキ Bridge全面開業。

- 2022年
  - 2月27日 - 札幌スポーツ館閉店。
  - 5月31日 - TSUTAYA閉店。
  - 6月30日 - 全店舗営業終了、閉館。

### 入居テナント
2022年閉館発表時に営業していた店舗
- 1階
  - DEPOツクモ札幌駅前店（6月30日閉店、7月下旬にCAPO大谷地へ移転）
  - サンマルクカフェサツエキBridge店（6月30日閉店）
  - サルヴァトーレ クオモ&バール札幌（6月30日閉店）
  - 札幌スポーツ館サツエキBridge店（2月27日閉店）
  - 鶏と鴨鍋 はし田屋（6月30日閉店）
  - BRITISH PUB DARWIN（6月24日閉店）
  - SAPPORO餃子営業所（6月30日閉店）
  - 博多ラーメンばりきや 札幌駅店（別建物のため7月1日以降も営業中）
- 2階
  - TSUTAYA札幌駅西口店（レンタル期間5月31日終了、6月30日閉店）
  - ダイソーサツエキBRIDGE店（6月30日閉店）
  - カメラのキタムラ（6月30日閉店、7月東急百貨店さっぽろ店へ移転）

その他の閉店店舗
- うまいもの市場 TAPA札幌駅前店
- 北海道再生酒場 - 2012年（平成24年）12月10日閉店[4]。
- ホルモン酒場&おやじダイニング 風土. サツエキBridge店
- いろはにほへと札幌駅前店
- ザンギスタンド ムラタ精肉店

## WEST6
food street WEST6（フード ストリート ウェストシックス）は、北海道札幌市北区にある商業施設であり、サツエキ Bridge西側に隣接する。
名称の由来は、「西6丁目」に所在することから付けられた。

### 概要
隣接するサツエキ Bridgeと同じくJR北海道函館本線札幌駅の西口（高架下）に所在し、南側が歩行者用通路でサツエキ Bridgeと間接的に接続している。
名称は「food street WEST6」であるが、アミューズメント施設やリサイクルショップなど飲食店以外のテナントも入居している。
WEST6に対して、西5丁目のサツエキ Bridgeを便宜的に「WEST5」と呼称する場合もあり、WEST6内のフロアガイドやかつてのベスト電器札幌駅西口店時代に現サツエキ Bridge部分に「WEST5」の表示があった。
サツエキ Bridgeと同様に、北海道ジェイ・アール都市開発が運営を行っている。
2022年6月30日にサツエキ Bridgeが閉館したが、WEST6は営業を継続する。
入居テナント
- 1階
  - ファミリーマート札幌駅西口店
  - らぁめんがんてつ札幌駅西口店
  - GiGO　札幌駅西口店
  - コウカシタカモシヤ 醸
  - 刺身と焼物 珀や札幌駅JR高架下店
  - 元祖美唄やきとり 福よし札幌駅西口店
  - スープカリーhirihiri 2号
  - らぁ麺 月輪
- 2階
  - 塩ホルモン炭や
  - 札幌つなぐ横丁（15店舗の専門店が入居）

## 周辺

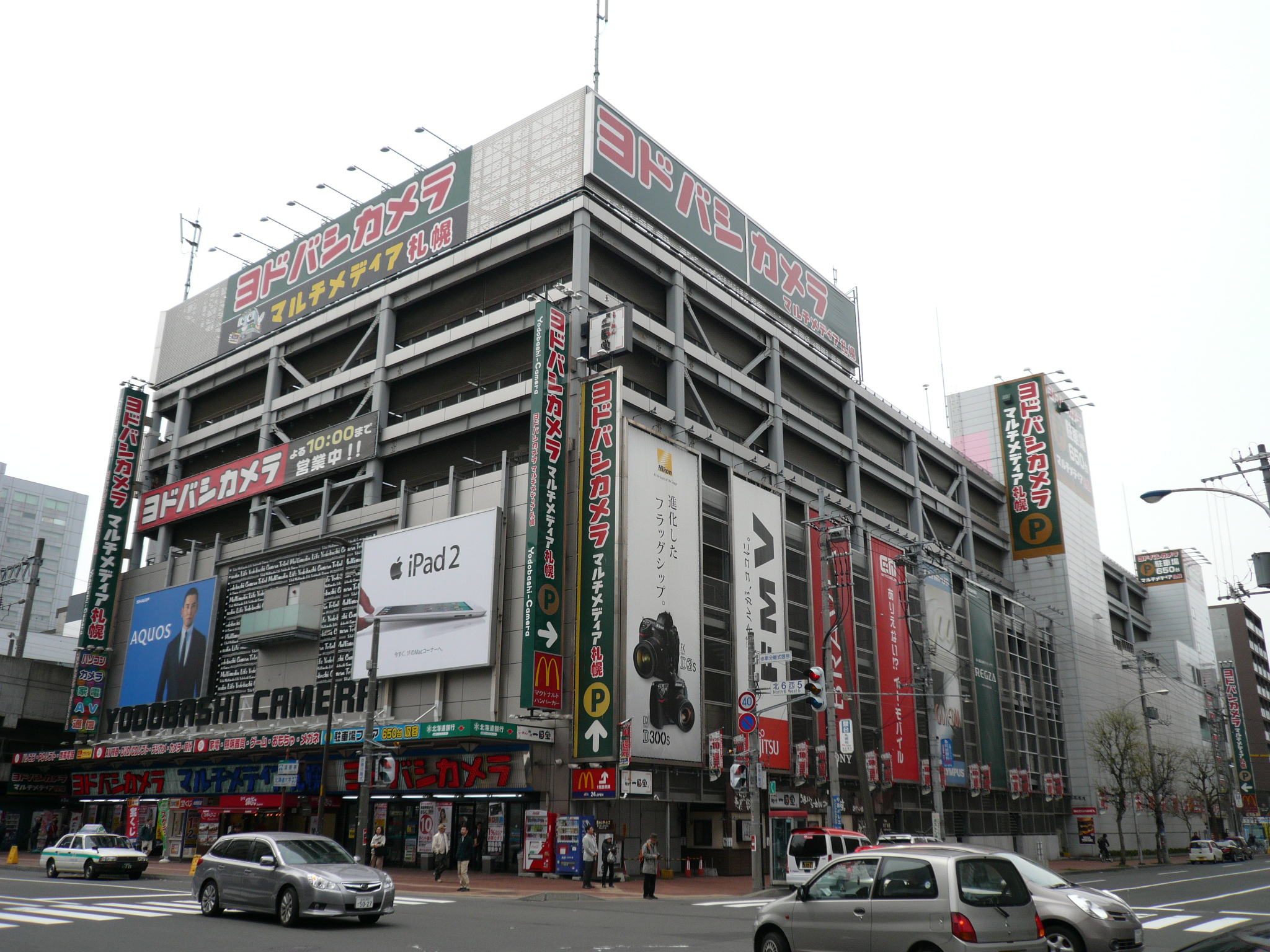
北隣に移転したヨドバシカメラマルチメディア札幌（2011年5月）

- 北海道旅客鉄道（JR北海道）札幌駅
- 札幌市営地下鉄南北線・東豊線さっぽろ駅
- sapporo55ビル
- JR55 SAPPORO
- ヨドバシカメラ マルチメディア札幌
- 大丸札幌店
- JRイン札幌
- 駿台予備学校札幌校